# Distretto di Naka (Kanagawa)
Il distretto di Naka (中郡, Naka-gun?) è uno dei distretti della prefettura di Kanagawa, in Giappone.
Attualmente fanno parte del distretto i comuni di Ōiso e Ninomiya.
| Controllo di autorità | VIAF (EN) 257268740 · NDL (EN, JA) 00641175 |